# Abbaye de Cymer
L'abbaye de Cymer est une ancienne abbaye cistercienne située en face du village de Llanelltyd, sur les rives de l'Afon Mawddach (en) au Pays de Galles.
Fondée en 1198 ou au début de 1199 par les moines de Cwmhir grâce à l'appui de Maredudd ap Cynan (en), elle reste, durant les siècles de son existence, très modeste et d'une grande pauvreté. Cymer est fermée en 1536 ou 1537, lors de la dissolution des monastères.

## Situation et toponymie
L'abbaye de Cymer est située sur les rives de l'Afon Mawddach (en), à quelques centaines de mètres à peine de la confluence avec son ultime affluent, l'Afon Wnion (en), et à quelques kilomètres de l'estuaire. Elle est donc à une altitude très basse, environ dix mètres, et située juste en face du village de Llanelltyd. Du fait de sa localisation, le monastère reçoit le nom de Kymer deu dyfyr, soit « la rencontre des eaux »,.

## Histoire

### Fondation
La fondation de Cymer est une des dernières créations médiévales d'abbaye cistercienne en Grande-Bretagne. Elle est décidée par Maredudd ap Cynan (en), souverain du Royaume de Meirionnydd à cette date, qui sollicite en ce but l'abbaye de Cwmhir

### L'abbaye au Moyen Âge
Malgré son implantation favorable à proximité du confluent, de la mer, mais aussi du point de passage sur les rivières, Cymer reste tout au long de son existence une communauté de taille très réduite et très pauvre. Cette pauvreté est en outre accrue par des destructions, comme celle provoquée lors de l'invasion du pays de Galles par Édouard Ier en 1241. Dès 1388, l'abbaye ne compte par exemple que cinq moines. Toutefois, elle possède un unique trésor, un calice et une patène d'argent dorés dont la provenance est inconnue,.
Les moines vivent principalement de l'élevage ovin sur les collines des environs, mais aussi de l'exploitation minière et de le métallurgie. Par ailleurs, leur haras était très réputé à l'époque de Llywelyn le Grand et lui fournissait des chevaux de très grande qualité

### Fermeture

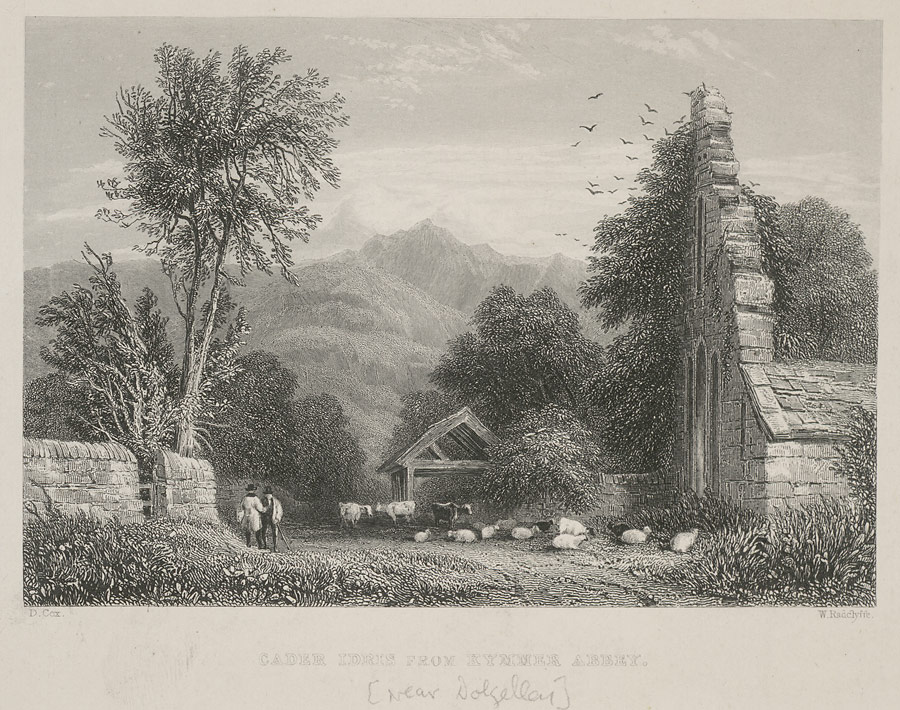
L'abbaye vers 1800 vue par.

Étant une des communautés monastiques les plus pauvres de Grande-Bretagne, avec un revenu annuel de 51 livres en 1535, l'abbaye est fermée dès l'année suivante. Les moines s'empressent de cacher les deux objets liturgiques précieux en leur possession en les enterrant à flanc de colline ; le calice et la patène ne sont redécouverts qu'au XIXe siècle et déposés au Musée national du pays de Galles à Cardiff.
Le site de l'abbaye est actuellement entouré de deux fermes, qui ont probablement été en partie construites à partir des matériaux de l'abbaye.

## Architecture

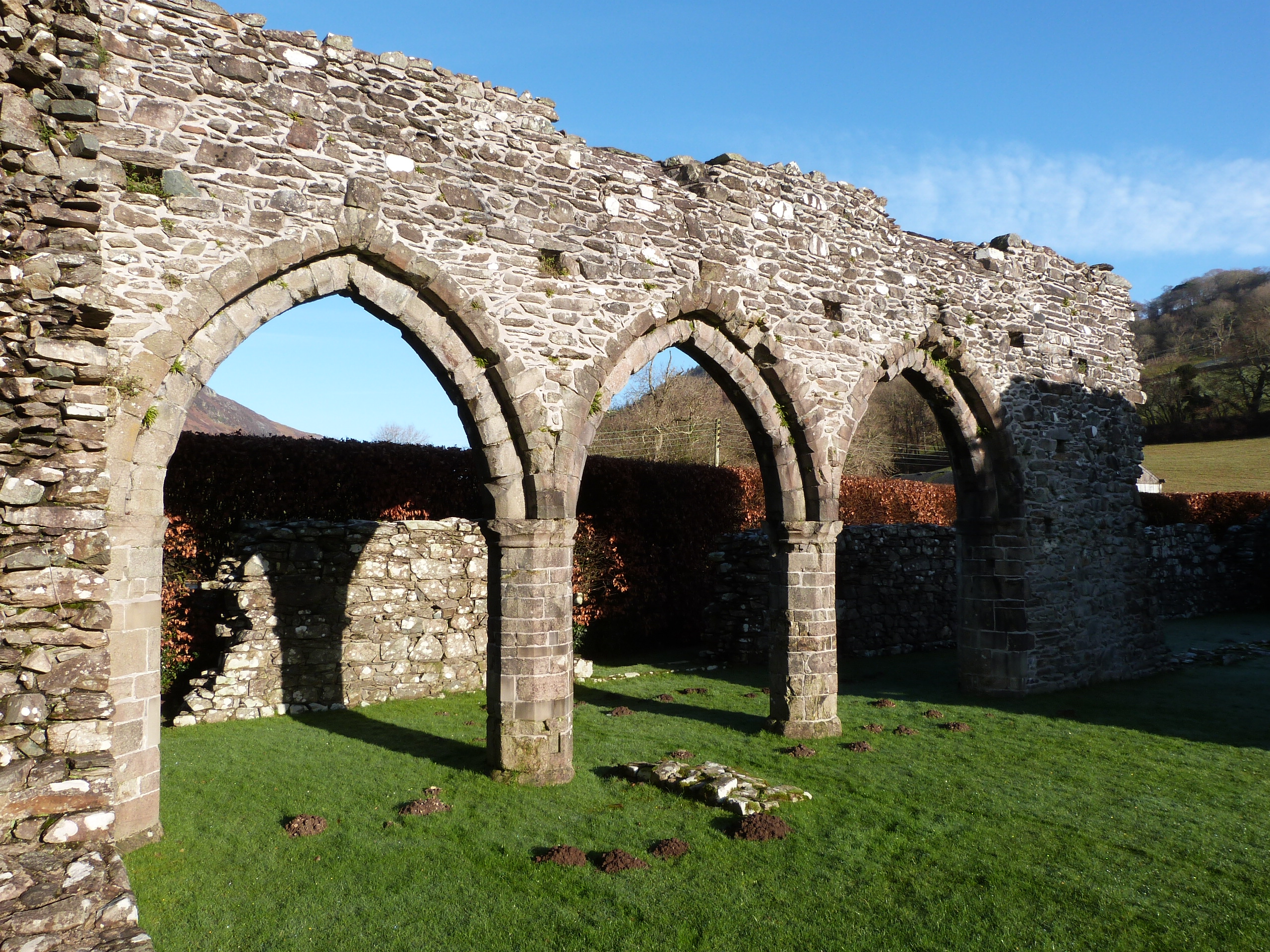
Une partie des ruines de l'abbaye de Cymer.

Les restes de l'abbaye sont confiés à Cadw, qui met les lieux à disposition du public. La pauvreté de la communauté se reflète dans le plan relativement sommaire de l'abbaye. L'église abbatiale est dotée d'une nef flanquée de bas-côtés d'une trentaine de mètres de longueur. Les fouilles archéologiques montrent qu'un transept et un chœur étaient initialement prévus, mais qu'ils n'ont jamais été construits ; la nef a alors été adaptée pour y implanter le chœur liturgique.
De même, aucune tour-lanterne n'a été placée à la croisée du transept, du fait non seulement de l'absence de cette dernière, mais aussi de moyens pour construire un tel édifice. Lors d'une embellie financière au XIVe siècle, le clocher est toutefois construit, mais à l'ouest, le long de la façade.
En ce qui concerne les bâtiments conventuels, il est fortement possible qu'une partie notable de ceux-ci n'aient pas été construits en pierre mais en bois. En tout état de cause, leur taille est probablement assez réduite.